# 拉克羅斯-布魯克代爾鎮區 (堪薩斯州拉什縣)
拉克羅斯-布魯克代爾鎮區（英語：La Crosse-Brookdale Township）是位於美國堪薩斯州拉什縣的一個行政鎮區。

## 地方資料
拉克羅斯-布魯克代爾鎮區的面積為218.34平方千米，當中陸地面積為218.32平方千米，而水域面積為0.02平方千米。根據2010年美國人口普查的數據，當地共有人口1448人，而人口密度為每平方千米6.63人。

## 外部連結
- US-Counties.com
- City-Data.com （页面存档备份，存于）